# Мускауський хребет
Му́скауський хребе́т (пол. Wał Mużakowski, нім. Muskauer Hügel) (317.46) — фізико-географічний мезорегіон у Німеччині та західній Польщі. Невеликий природний регіон — єдина частина Лужицької височини на східному березі Ниси-Лужицької. Це комплекс моренних пагорбів, перерізаних долиною річки. Займає площу 80 км². 
Основні міста: Мускау та Ленкниця.